# Saito Takashi
Takashi Saito (sinh ngày 25 tháng 12 năm 1993) là một cầu thủ bóng đá người Nhật Bản.

## Sự nghiệp câu lạc bộ
Takashi Saito đã từng chơi cho Grulla Morioka.